# 奈倉京子
奈倉 京子（なぐら きょうこ、1977年7月 - ）は、日本の人類学者（文化人類学・中国地域研究）。学位は法学博士（中山大学・2007年）、博士（社会学）（一橋大学・2022年）。静岡県立大学国際関係学部教授・大学院国際関係学研究科教授・グローバル地域センター研究員。
厦門大学人文学院歴史学部研究員、京都文教大学総合社会学部教務補佐実習職員、静岡県立大学国際関係学部講師などを歴任した。

## 来歴

### 生い立ち
1977年生まれ。静岡県出身。東京女子大学に進学し、現代文化学部地域文化学科にて学んだ。2001年に同大学を卒業した。
大学卒業後は同大学の大学院に進み、現代文化研究科にて学んだ。2004年3月に現代文化研究科の現代文化基礎論を修了し、修士号を取得した。なお、同大学院修了前の2004年2月から、中華人民共和国の広東外語外貿大学にて継続学部日本語学科の専任の職員として勤務していた。広東外語外貿大学には2005年7月まで勤務した。また、中華人民共和国の中山大学にて人文学部に在籍して研究を重ね、2007年6月に博士課程を修了し、博士号を取得した。

### 研究者として
2007年9月より、中華人民共和国の厦門大学にて、人文学部歴史学科のポストドクターの研究員に就任する。厦門大学には2009年3月まで勤務したが、翌月より京都文教大学に転じ、総合社会学部文化人類学科の実習職員として勤務することとなった。同時に同大学の人間学研究所でも研究員を兼務することとなった。また、その間、2010年4月から2011年3月にかけて、慶應義塾大学東アジア研究所の研究員を非常勤で兼任した。
2011年3月まで京都文教大学に勤務したが、翌月より静岡県立大学に転じ、国際関係学部国際言語文化学科アジア文化コースの講師に就任した。同時に同大学の大学院国際関係学研究科比較文化専攻の講師も兼務することとなった。2012年に同大学にグローバル地域センターが設置されると、その研究員も兼務することとなった。
また、他の研究機関の役職も複数兼任している。2009年4月から、愛知大学国際中国学研究センターの客員研究員を務めている。また、2010年4月から、立教大学観光学部交流文化学科、および、大東文化大学外国語学部中国語学科にて、それぞれ講師を非常勤で務めている。

## 研究
専門は人類学であり、文化人類学や中国地域研究などの分野を研究している。特に、華僑や華人といった中国系移民の研究や、華南の生活や文化についての研究に取り組んでいる。また、在日中国人やマイノリティについても研究を行っている。中国系移民についての研究書も複数上梓している。学会としては、日本文化人類学会、日本華僑華人学会、日中社会学会に所属する。
研究では、フィールドワークを中心とした手法を採ることが多い。たとえば、中華人民共和国の広東省にある華僑農場に1年間住み着き、ベトナムから帰国した華僑に対して人類学的なフィールドワークを試み、その結果を論文に纏めている。この論文に対しては、日本華僑華人学会研究奨励賞が授与されている。小木裕文らによる選評では、先行研究が「帰国華僑という集団が現地社会に溶け込んでいくという一方的な変化を前提しにして議論が行われていた」と問題点を指摘したうえで、それに対して奈倉の研究は「現地社会への同化という枠組みでは分析できないという視点から、ベトナム帰国華僑のカテゴリーの輪郭を描きながら、彼らの置かれている実態について様々な角度から観察・考察している」と評している。さらに、「単なるベトナム帰国華僑の生活実態を記述したものではなく、そこには自分は何者かというアイデンティティの問題と絡ませて分析・考察したことで、華僑華人研究を普遍的テーマである人の生活環境の移動に纏わる研究テーマにまで発展させた」点が評価されている。

## 略歴
- 1977年 - 静岡県にて誕生。
- 2001年 - 東京女子大学現代文化学部卒業。
- 2004年 - 広東外語外貿大学継続学部職員。
- 2004年 - 東京女子大学大学院現代文化研究科現代文化基礎論修了。
- 2007年 - 中山大学人文学部博士課程修了。
- 2007年 - 厦門大学人文学部研究員。
- 2009年 - 京都文教大学総合社会学部実習職員。
- 2009年 - 京都文教大学人間学研究所研究員。
- 2009年 - 愛知大学国際中国学研究センター客員研究員。
- 2010年 - 慶應義塾大学東アジア研究所研究員。
- 2010年 - 立教大学観光学部講師。
- 2010年 - 大東文化大学外国語学部講師。
- 2011年 - 静岡県立大学国際関係学部講師。
- 2012年 - 静岡県立大学グローバル地域センター研究員。
- 2019年 - 専門社会調査士[18]。
- 2021年 - 静岡県立大学国際関係学部国際言語文化学科教授[18]。
- 2022年 - 一橋大学大学院社会学研究科社会動態学専攻博士課程後期修了[18]。

## 賞歴
- 2008年 - 日本華僑華人学会研究奨励賞。

## 著作

### 単著
- 奈仓京子, "故乡"与"他乡" : 广东归侨的多元社区、文化适应, 社会科学文献出版社, 2010. ISBN 978-7-5097-1649-6
- 奈倉京子著『中国系移民の故郷認識――帰還体験をフィールドワーク』風響社、2011年。ISBN 978-4-89489-765-6
- 奈倉京子著『帰国華僑――華南移民の帰還体験と文化的適応』風響社、2012年。ISBN 978-4-89489-179-1

### 共著
- 吉原和男編著『現代における人の国際移動――アジアの中の日本』慶應義塾大学出版会、2012年。ISBN 978-4-7664-1929-0

## 関連人物
- 富沢寿勇
- 濱下武志